# Pro Cultura Urbis díj
A Pro Cultura Urbis díjat 2000-ben alapították; a Pro Cultura Urbis Közalapítvány öttagú kuratóriuma ítéli oda (elnöke: Nyáry Krisztián, korábban Schiffer János főpolgármester-helyettes) a fővárosi kultúra értékeinek megismertetésében és terjesztésében, valamint művelődési kapcsolatainak gazdagításában elévülhetetlen érdemeket szerzett magyar állampolgároknak. Évente rendszerint három személy és egy intézmény részesül benne. A díj összege 2000–2007-ben 500 ezer Ft volt; 2023-ban 2 millió forint. Egy díszoklevél és egy bronz kisplasztika is jár hozzá: a város stilizált kulcsát szimbolizáló női alak Ligeti Erika szobrászművész alkotása. Átadására 2006-ig a magyar kultúra napjához (január 22.) kapcsolódóan került sor.

### 2023[1]
- Rozgonyi-Kulcsár Viktória kulturális menedzser a független színházi társulatok és alkotóművészeti közösségek otthonául szolgáló Jurányi Produkciós Közösségi Inkubátorház létrehozásáért és nemzetközi szinten is példaértékű, sikeres működtetéséért
- Palotai Zsolt magyar underground DJ Budapest zenei életében végzett több évtizedes munkássága, a magyar underground kultúrára gyakorolt megkerülhetetlen hatásának elismeréseként
- Papp Gábor Zsigmond Balázs Béla-díjas magyar filmrendező, producer Budapest múltját feltáró, a nézők figyelmét a város velünk élő kulturális és társadalmi örökségére irányító, műfajteremtő dokumentumfilmes életműve elismeréseként

### 2022[2]
- Szilágyi Lenke fotóművész Budapest kulturális életének meghatározó szereplőit, fontos művészeti alkotások, színházi és filmes produkciót születését, valamint a város jellegzetes színtereit átütő erővel ábrázoló, négy évtizedes alkotómunkájáért
- Kieselbach Tamás művészettörténész, műgyűjtő, galériatulajdonos a budapesti képzőművészeti élet több mint három évtizede tartó igényes és értő formálásáért, múzeumi rangú kiállítások szervezéséért, hiánypótló művészeti, város- és kultúrtörténeti könyvek kiadásáért
- Koniorczyk Borbála és Merker Dávid, a hosszúlépés.járunk? városiséta-szervező cég alapítói, Budapest építészeti és kulturális örökségét, hétköznapi történetét, egykori és mostani lakóit a széles közönség előtt bemutató, iskolateremtő munkásságukért és lokálpatrióta elkötelezettségükért

### 2012 és 2021 között
Nem adták át.

### 2007[4]
- Frankl Aliona fotóművész
- Birkás Ákos festőművész
- Alföldi Róbert színész-rendező, a Bárka Színház igazgatója
- a Budapest című lap és a 2B Galéria alapítói és munkatársai

### 2006[5]
- Lugosi Lugó László fotóművész Budapest arculatát egyedi módon bemutató, a főváros életét, lakóit megörökítő kiemelkedő fotóművészeti tevékenységéért
- Szikora Tamás festőművész a budapesti konstruktivista szemlélet korszerű, egyéni változatának festményeiben, dobozkompozícióiban való megteremtéséért
- Sebő Ferenc énekes, dalszerző és népzenekutató az ősi paraszti zene- és tánckultúra továbbéléséért, urbanizált társadalmunkban is érvényes, új tartalommal való megtöltéséért végzett munkásságáért
- A MU Színház Egyesület a kortárs tánc számára otthont teremtő, közönséget vonzó színház létrehozásáért, a táncszínházi produkciókat ösztönző és népszerűsítő tevékenységért

### 2005[6]
- Török Ferenc filmrendező a fővárosi fiatalok életérzésének, problémáinak hiteles tolmácsolásáért
- Szabó Márton, a Művész mozi vezetője a budapesti Art-mozi hálózat vezető mozijának kialakításáért
- Megyik János festőművész egy budapesti kiállítás létrehozásáért
- a Spinoza-ház munkatársai, akik a főváros egyik új kulturális központját sikeresen üzemeltetik

### 2003[7]
- az Írók Boltja munkatársai
- Néray Katalin művészettörténész
- Kaján Tibor grafikus
- Váradi Júlia újságíró

### 2002[8]
- N. Kósa Judit újságíró
- Radnóti Zsuzsa dramaturg
- Sztevanovity Zorán énekművész
- Markó Iván táncművész
- a Magyar Fotográfusok Háza munkatársai

### 2001[9]
- Hofi Géza előadóművész, humorista több évtizeden átívelő töretlen művészi pályájáért, jellegzetes figurái megteremtéséért, különleges egyénisége és a sajátosan magyar humor sikeres ötvözéséért
- Maurer Dóra képzőművész, a Magyar Képzőművészeti Egyetem professzora a hazai festészet, grafika, film és kísérletező művészet oktatásáért, progresszív műveléséért
- Szőnyei Tamás, a Magyar Narancs rovatvezetője egyéni hangvételű, a kulturális folyamatokat figyelemmel kísérő, kritikus oknyomozó publicisztikai munkásságáért
- Az International Buda Stage munkatársai egy új kulturális intézmény megteremtéséért, magas színvonalú magyar és idegen nyelvű színházi előadások, zenei programok létrehozásáért

### 2000[10]
- Göncz Árpád exállamfő, író, műfordító a kultúrát értő, szerető és támogató politikusként kifejtett évtizedes munkásságáért
- Jancsó Miklós filmrendező a főváros életét, kultúráját különleges művészi eszközökkel ábrázoló filmrendezői munkásságáért
- Köves Éva festőművész a budapesti városrészletek, épületek, épületrészek, hidak sajátos művészi ábrázolásáért
- A Fonó Budai Zeneház  a zene és a táncművészet hagyományait ápoló és értékeit bemutató műhely megteremtéséért

## Budapest Fotográfiai Ösztöndíj
A Pro Cultura Urbis Közalapítvány 2000-ben a Budapest Fotográfiai Ösztöndíjat is megalapította – Korniss Péter fotográfus és Schiffer János országgyűlési képviselő kezdeményezésére –, melyet évenként egy-egy kiváló fotográfus nyerhet el. A díj egy évig támogatást nyújt arra, hogy a nyertes alkotó elkészítse sorozatát a magyar fővárosról a koncepcióként beadott tematikáját követve. Az eddig ösztöndíjat elnyert alkotók és a sorozatcímek: Benkő Imre: Budapest Blues (2000), Vancsó Zoltán: Budapesti utcán (2002), Gárdi Balázs: Betondzsungel (2003), Dezső Tamás: Józsefváros (2004), Kudász Gábor Arion: Zöld terület (2005), Stalter György: Város a városban (2006), Simon Márk: Fürdőváros (2007), Kovalovszky Dániel: Emlékgyár (2008), Sopronyi Gyula: Lakóparkok (2010), Hartyányi Norbert: Margitsziget (2011), Móricz-Sabján Simon: Moszkva tér (2012), Erdei Krisztina (2017).

## A díjazottak kategóriája
- Pro Cultura Urbis díjasok